# Kondor (golf)
Kondor är en golfterm som innebär att bollen går i hålet på 4 slag under hålets par, exempelvis 2 slag på ett par 6-hål (som sällan förekommer) eller hole-in-one på ett par 5-hål. Det anses extremt sällsynt.
Kondor kallas även – främst i engelska – för double albatross eller triple eagle.